# Паргамент, Кеннет
Кеннет Айра Паргамент (англ. Kenneth Ira Pargament; 1950) — профессор психологии университета Боулинг Грин Стейт, Огайо, США. Учёную степень Ph. D получил в 1977 году в Мэрилендском университете в Колледж-Парке. Был президентом отдела 36 Американской психологической ассоциации (Общество психологии религии и духовности) в 1996-1997 гг. Основная область интересов — взаимосвязь религии, психологического здоровья и стресса, а также смежные с данной тематикой направления. Является лицензированным специалистом по клинической психологии и имеет по ней частную практику.

## Научный вклад
Паргамент опубликовал свыше 100 статей о взаимоотношениях между религией, духовностью и психологией. Всемирно известен своим профессиональным вкладом в психологию религии и созданием клинически значимого научного анализа роли религии для психического здоровья. Написал две книги, которые содержат систематическую программу эмпирических исследований на основе теории для практической помощи профессионалам: «Психология религии и преодоление кризиса: теория, исследование, практика» («The Psychology of Religion and Coping: Theory, Research, Practice») (1997) и «Духовно интегрированная психотерапия: постижение и использование божественного» («Spiritually Integrated Psychotherapy: Understanding and Addressing the Sacred») (2007).
Паргамент сыграл важнейшую роль в исследованиях, связанных с религиозным копингом (способом преодоления стресса), которые включают использование религиозных верований и практик для понимания поведения людей, переживающих стресс, и психологической помощи в преодолении стресса. Паргамент также способствовал разработке метода анкетирования под названием «RCOPE» для измерения стратегий религиозного копинга. Результатом деятельности Паргамента в данной области стало формирование широкомасштабной программы исследований: в настоящее время опубликовано свыше 250 научных исследований по религиозному копингу.
Паргамент различает три методологических типа копинга:
1) совместный, при котором люди решают свои психологические проблемы совместно с Богом;
2) подчинённый, при котором люди предоставляют всё воле Божьей;
3) самостоятельный, при котором люди не полагаются на Бога, а стремятся решить психологические проблемы исключительно собственными силами.
Паргамент выделил четыре основных позиции психотерапевтов в их отношении к связи религии с психотерапевтической практикой: «реджектионист»; «эксклюзивист»; «конструктивист»; «плюралист».
Паргамент также увязал теорию атрибуции с психологией религии путём проведения эмпирических исследований, разграничивающих различные формы религиозной атрибуции.

## Основные публикации
- Kenneth I. Pargament (2007). Spiritually integrated psychotherapy: Understanding and addressing the sacred. New York: Guilford. ISBN 9781572308442
- Kenneth I. Pargament (1997). The psychology of religion and coping: Theory, research, practice[англ.]. New York: Guilford. ISBN 9781572306646
- "Michael E. McCullough, Kenneth I. Pargament & Carl E. Thoresen (Eds.) (2000), Forgiveness: Theory, research, and practice. New York: Guilford. ISBN 9781572307117
- Kenneth I. Pargament, Robert E. Hess & Kenneth I. Maton (1991). Religion and Prevention in Mental Health: Research, Vision, and Action. New York: Routledge. ISBN 1-56024-225-6